# Pedro Páramo (film 1967)
Pedro Páramo è un film del 1967 diretto da Carlos Velo.